# Modernizm (literatura)
Modernizm (literatura) – nurt w literaturze, odrzucający tradycyjne idee dotyczące sztuki (takie jak pozytywizm, naturalizm czy realizm), skupiając  się na wszelkich aspektach wolności twórczej. Za najważniejsze wyznaczniki tego kierunku uznano indywidualność artystyczną, symbolikę oraz niejednoznaczność przekazu. Początków modernizmu w szeroko pojętej sztuce i filozofii należy upatrywać w XIX wieku. Wówczas zaczęło pojawiać się wiele prac oraz teorii, które prezentowały zupełnie nowe spojrzenie na sztukę. W Polsce literatura modernistyczna uznawana jest za synonim Młodej Polski lub jako faza przygotowawcza jej rozwoju.

## Termin
W przypadku literatury termin ten odnosił się do kierunku, jaki pojawił się w latach 80. XIX wieku w literaturze iberoamerykańskiej w odpowiedzi na naturalizm, czyli „modernismo”, jak również niemieckiego określenia „die Moderne”, które po raz pierwszy zastosował krytyk H. Bahr. To, co wyróżniało modernizm, to zerwanie z naturalizmem oraz realizmem i  zamiast tego podążanie za nowością oraz otwartość na różne eksperymentalne formy. Jego przedstawiciele uważali, że autentyczność oraz autonomiczność to dwie najważniejsze cechy sztuki modernistycznej. Cechami wspólnymi dla modernizmu przejawiającego się w różnych dziedzinach, w tym w literaturze, były również odejście od tradycji oraz traktowanie sztuki jako coś wyjątkowego, misyjnego. Te nowe tendencje artystyczno-światopoglądowe na przełomie XIX oraz XX wieku podkreślały indywidualizm twórcy, a jednocześnie sprzeciwiały się tradycyjnej moralności.

## Literatura modernistyczna – założenia
W literaturze modernistycznej duży nacisk był położony na indywidualność artysty i jego niejednoznaczną twórczość. Modernizm zakładał, że dzieła literackie powinny być niezależne od wszelkich zasad oraz systemów. Literatura modernistyczna w dużej mierze odwoływała się do filozofii Artura Schopenhauera i Friedricha Nietzschego. Pisarze modernizmu w swoich utworach często podejmowali tematykę, która wykraczała poza przyjęte kanony. Ich twórczość wyróżniały oryginalność, brak tabu oraz inspiracje różnymi nurtami. Często negowali obowiązujące ideały i przyjęte zachowania. W przypadku literatury europejskiej duży wpływ na kształtowanie się tej epoki mieli francuscy poeci: Charles Baudelaire oraz Artur Rimbaud, którzy w swoich dziełach starali się przełamać obowiązujące wzorce. Ich twórczość stanowiła inspirację dla innych artystów.

## Literatura „Młodej Polski”
Polską odmianą modernizmu w literaturze był z kolei prąd artystyczny o nazwie „Młoda Polska”, który obejmował okres od 1891 roku do 1918 roku. Jego nazwa pochodzi od tytułu felietonów autorstwa Artura Górskiego, które ukazywały się na łamach krakowskiego „Życia”. Twórczość młodopolskich artystów wyraźnie kładzie akcent na schyłkowość epoki, a jednocześnie estetyzm i oryginalność. Literatura tego okresu obejmuje zróżnicowane teksty – zarówno powieści, dramaty, jak i utwory poetyckie. Można w nich odnaleźć takie prądy literackie jak dekadentyzm, ekspresjonizm oraz impresjonizm. Szczególnie popularny w okresie Młodej Polski był również symbolizm, który zrywał z realistycznym sposobem ukazywania świata.

## Młoda Polska – przedstawiciele
Do najważniejszych poetów tego okresu zaliczają się m.in. Kazimierz Przerwa-Tetmajer, Jan Kasprowicz czy Leopold Staff. W przypadku dramatów należy wskazać twórczość Stanisława Wyspiańskiego oraz Gabrieli Zapolskiej. Z kolei proza Młodej Polski to przede wszystkim takie nazwiska jak Stefan Żeromski oraz laureat literackiej nagrody Nobla – Władysław Reymont.